# Titanic II
 For alternative betydninger, se Titanic. (Se også artikler, som begynder med Titanic)
Titanic II er en planlagt luksusliner, som bliver bygget som en kopi af Olympic-klassen RMS Titanic. Projektet blev annonceret af den australske milliardær Clive Palmer i april 2012, som flagskibet i hans krydstogtfirma Blue Star Line. 
Den forventede søsætning er sat til 2022, 110 år efter den originale RMS Titanics søsætning, 
og skibet skal sejle fra Southampton til New York indenfor samme år.